# Masyw Galicyjski
Masyw Galicyjski (ew. Galisyjski, hiszp., gal. Macizo Galaico) – jest systemem górskim w Galicji i strefie przygranicznej prowincji Zamora i León, w Hiszpanii.
Jest zbudowany ze skał paleozoicznych (granity), bardzo zmetamorfizowanych w centrum i na zachodzie Galicji (np. gnejs). Stanowi geomorfologiczne przedłużenie Mesety Iberyjskiej w kierunku północno-zachodnim. Jego rzeźba, o średniej wysokości 500 metrów, jest bardzo złożona przez brak określonych łańcuchów górskich i wzmożoną erozję rzeczną, która powoduje fragmentację lasów.
Jednak można wyróżnić trzy części masywu (z południowego wschodu na północny zachód):
- Góry graniczne z prowincjami León i Zamora, które osiągają największe wysokości (Segundera, 2 047 m n.p.m.).
- Cordilleira Dorsal Galega (Galicyjska Kordyliera Wewnętrzna), której kulminacją jest Pico de Cabeza de Manzaneda (1 778 m n.p.m.), oddzielona od poprzedniej części uskokiem tektonicznym o orientacji południkowej. Zawiera w sobie Centralny Masyw Orensański (macizo Central Ourensano).
- Góry nadbrzeżne o mniejszej wysokości i oddzielone od poprzednich uskokiem Tui-Verín-Vigo.